# Tomoe Shinohara
Tomoe Shinohara (篠原ともえ Shinohara Tomoe?, nacida el 29 de marzo de 1979 en Higashimurayama, Tokio) es una cantante, actriz, diseñadora de moda, productora, conductora y artista japonesa. 
Ella se caracteriza por su sentido de la moda extravagante y colorido (que más tarde daría lugar a la moda llamada Decora), tanto como por su personalidad, así como su inconfundible voz. 
Es también una amiga cercana de la cantante Eiko Matsumoto.

## Carrera
Fue descubierta en 1994 en una audición de Sony Music Entertainment. En 1995 lanzó su primer sencillo "Chyaimu" (o Chime)
Tomoe-chan también ha participado en muchos programas de televisión, tanto de colaboradora habitual, como de artista invitada. Ha entrevistado a la mayoría de cantantes y grupos de j-pop, y también a muchos artistas occidentales, podría mencionar como nota curiosa a Julio Iglesias e hijo. Incluso cantó a dúo una canción en castellano con el padre llamada "Llegaste a mi vida".
En 1997 debuta en el cine con la película "Deborah ga raibaru"
Los siguientes cinco años fueron casi como el sueño con que todas las chicas jóvenes soñaban: lanzamientos de singles y álbumes regularmente, varios contratos para anuncios publicitarios y sus primeras apariciones en series de televisión. 
En Occidente, Tomoe Shinohara es quizás mejor conocido en el mundo del anime par su contribución con el sencillo "Ultra Relax", como la segunda apertura la serie Kodomo no Omocha, aunque esta es solo una de las canciones al pie de su larga carrera musical. 
Algunos de los programas de TV donde debutó fueron LOVE LOVE Aishiteru y Music Museum. También apareció en Pinpapa y en Waratte Iitomo.
Aparte de la música, ella ha tomado parte en varias películas, dorama, comerciales, y programas de televisión. En 1999, llega por segunda vez a la pantalla grande con la película Himitsu.
En 2001 colabora con el opening y Ending de la serie de anime Dotto Koni-chan, con las canciones Kyaradamon! (junto a Ryudo Uzaki) Y Sailing Dream. Produce un CD y un videoclip de la primera canción.
Ese mismo año actúa en la película Gojira, Mosura, Kingu Gidora: Daikaijû soukougeki, y un año después, en 2002, actúa en la película Koi ni utaeba (2002)
En la faceta de productora ha producido a su amiga Wakame Yoshino, que también tiene un gran talento como cantante. En 2001 produjo su primer musical.
Como diseñadora de modas, estuvo a cargo de un desfile con ropa diseñada por ella misma, llamado "Shinokore XXI" en 2001.
Forma parte del elenco regular en la serie de televisión para niños Monsterdio, de lo que se grabaron 5 álbumes entre el 2005 y 2006.
Shinohara también ha tenido alguna experiencia como actriz de voz de anime.
En 2005 se formó un grupo musical y danza de performance llamado PANIKARAQS ("agua de Ballet") con Yuka Honda (antes de Cibo Matto), Steve Eto, y Chikage. Centrándose en las actuaciones en vivo, no han publicado ningún CD hasta la fecha. 
Sin embargo, en 2005, Shinohara publicó un CD sencillo en solista llamado "asoFever 2005", que sirvió como el sexto disco y ending del anime 'Zatch Bell!'. 
Shinohara ha tenido además al menos una aparición en la canción del programa de la NHK, Minna no Uta.
Más recientemente tuvo su propio programa de TV en línea, llamado Happy Store. Actualmente lleva un programa de radio sobre cocina llamado Shinohara Foodcourt.

## Discografía (Álbumes)
- スーパー・モデル (Super Model) (02/10/1996)
  - 1.Kurukuru Mirakuru
  - 2.Yaruki Senseishyon
  - 3.Rainbow Rararu
  - 4.Wasurechaumon
  - 5.Chatarei fujin ni akogarete
  - 6.Suupaa Moderu
  - 7.Shinohara Tomoe no Kurekuretakora
  - 8.I love you, de ja vu
  - 9.Meiruhen setsu
  - 10.Yonosa
  - 11.Chaimu (chime)
  - 12.Kurukuru Mirakuru (reprise)

- MEGAPHONE SPEAKS (05/08/1998)
  - 1.Pure atom boy
  - 2.Shopping A-Z
  - 3.Anything
  - 4.Metro no musume
  - 5.Micro Blue
  - 6.Parade
  - 7.Hello Steven
  - 8.Lovebang
  - 9.Kokoro no usagi
  - 10.Ai ni Iku no
  - 11.One peace
  - 12.Music

- DREAM&MACHINE (25/03/1999)
  - 1.A Funny Feeling
  - 2.Tokyo Towaarudo TV
  - 3.Alligator
  - 4.Springtime
  - 5.Last Teen
  - 6.Chikatetsu ni notte
  - 7.Nijukkaime no Birthday Eve
  - 8.20f
  - 9.Kiminchi (Hello Harry Mix)

- DEEP SOUND CHANNEL (25/11/1999)
  - 1.Happy Point (Maxout mix)
  - 2.Rainbow rararu (Big Beat mix)
  - 3.The Best of Mine (Sunny Afternoon mix)
  - 4.Alligator (Light in the Dark mix)
  - 5.KuruKuru Mirakuru (Free Drink Free Food mix)
  - 6.Voyage
  - 7.Chikatetsu ni notte
  - 8.Nijukkaime no Birthday Eve (Continental mix)
  - 9.Ultra Relax (Cool Jive mix)
  - 10.Kiminchi (Hello Tribal mix)
  - 11.The Best of Mine (angel dust mix)
  - 12.Women in Life (Shinkai3000 mix)

- VIRGIN DRINKS REMIX (19/02/2001)
  - 1.Happy point (Virgin Drink mix)
  - 2.Happy point (Maxout mix)
  - 3.The best of mine (Sunny Afternoon mix)
  - 4.Alligator (Light in the Dark mix)
  - 5.Nijukkaime no Birthday Eve (Continental mix)
  - 6.Kiminchi (Hello Tribal Mix)
  - 7.an Audio (RRRRRainbow mix)
  - 8.I wanna say to... (e-mix)
  - 9.Voyage

### Singles
- チャイム (Chaimu) (01/07/1995) 
  - 1.Chime
  - 2.Alphabet de B.A.S.S.
  - 3.Chaimu (karaoke)

- やる気センセーション (Yaruki Sensation) (21/03/1996)
  - 1. Yaruki Senseishyon
  - 2. Wasurechau mon
  - 3. Yaruki Senseishyon (karaoke)

- クルクル　ミラクル　(Kurukuru Mirakuru) (01/08/1996)
  - 1. Kurukuru mirakuru
  - 2. Shinohara Tomoe no kurekuretakora
  - 3. Kurukuru mirakuru (original karaoke)

- URUTORA RIRAKKUSU (1997)
  - 1. Urutora Rirakkusu
  - 2. Rainbow Rara Ruu (noki noki Urutora Mix)
  - 3. Urutora Rirakkusu (original karaoke)

- ウルトラリラックス (Ultra Relax) (01/03/1997)
  - 1.Ultra Relax ("Kodomo no Omocha", Opening)
  - 2.Rainbow RaraRu (noki noki Ultra Mix)
  - 3.Ultra Relax (original karaoke)

- まるもうけ (Marumouke) (01/081997) as Shinoland Punk
  - 1. Marumoke
  - 2. Marumoke (original karaoke)

- ココロノウサギ (Kokoro no Usagi) (08/12/1997)
  - 1. Kokoro no Usagi

- 君んち。 (Kiminchi.) (14/10/1999)
  - 1. Kiminchi
  - 2. Sutekina Nichiyoubi
  - 3. The Best of Mine
  - 4. Kiminchi instrumental

- HAPPY POINT (24/05/2000)
  - 1. Happy Point
  - 2. Story Book
  - 3. Women in Life-autumn'99mix-

- An Audio (09/08/2000)
  - 1. an Audio
  - 2. Loop people
  - 3. an Audio (RRRRRainbow Mix)

- I wanna say to... (24/01/2001)
  - 1. I wanna say to...
  - 2. fare well
  - 3. I wanna say to...é-mix

- 遊FEVER 2005 (asoFever 2005) (19/10/2005)
  - 1. AsoFEVER -- "Konjiki no Gashbell", 6.º Ending
  - 2. oyatsu
  - 3. Stereo Phonics

### Dúos
- カロゴンズのラヴソング (Karogons no Rabusong) -- Yusuke Santamaria & Tomoe Shinohara  (21/05/1998)
  - 1. Karogons no Rabusong

- カロゴンズのテーマ (Karogons no Tema) -- Yusuke Santamaria & Tomoe Shinohara (21/08/21/08/1998)
  - 1. Karogons no tema

- Llegaste a mi Vida -- Julio Iglesias & Tomoe Shinohara (02/06/1999)
  - Llegaste a mi Vida

- キャラだもん (Kyaradamon) -- Ryudo Uzaki & Tomoe Shinohara (24/01/2001) -- Dotto Koni-Chan", Soundtrak
  - 1. Kyaradamon -- Dotto Koni-Chan", Opening
  - 2. Sailing Dream -- Dotto Koni-Chan", Ending
  - 3. Kyaradamon (karaoke)
  - 4. Sailing Dream (karaoke)

- 明日に続く空 (Ashita ni tsuzuku sora) -- Eiko Matsumoto & Tomoe Shinohara (known as ZuTTO)(28/01/2004)
  - 1. Ashita ni tsuzuku sora
  - 2. Omoi no hanataba

- MOLMOTT + S -- Molmott & Tomoe Shinohara (07/07/2004)
  - 1. Tsuki akari ~Single Edition~
  - 2. Chu74In COME
  - 3. Tsuki akari ~Instrumental~
  - 4. Chu74In COME~Instrumental~
  - 5. GIFT~Live~

## Series de TV (Dorama)
- FiVE (1997)
- 先生 知らないの？ (Sensei Shiranai no?) (1998)
- Konya wa Eigyōchu (1998)
- 夜逃げ屋本舗 (Yonigeya-honpo) (1999)
- バーチャルガール (Virtual Girl) (2000)
- Koi Suru Nichiyōbi (2004)

## Cine
- デボラがライバル (Deborah ga Raibaru) (1997)
- 秘密 ( Himitsu?) (1999)
- Gojira, Mosura, Kingu Gidora: Daikaijū Sōkōgeki (2001)
- Koi ni Utaeba (2002)
- Godzilla: Final Wars (Gojira: Fainaru Uôzu) (2004)
- Kuragehime (2014)

## Teatro
- TENSHI KARA NO SHOUTAIJOU (2000, incluye música y vestuario propio)
- ARIGATOU SABOTEN SENSEI (2002)
- GEKKOU NO TSUTSUSHIMI (2002)
- BLOOD BROTHERS (2003)
- FAUST (2004)
- PIPPI (2004, 2006)
- SPOOKY HOUSE (2004)
- BIGGEST BIZ (2006)
- JAIL BREAKERS (2006)
- THREEPENNY OPERA (2007)

- Datos: Q3131365
- Multimedia: Tomoe Shinohara / Q3131365